# Thiébaud II de Lorraine
Pour les articles homonymes, voir Thiebaud, Thiébault, Thiébaut (homonymie).
Thiébaud II de Lorraine, né en 1263, mort le 13 mai 1312, fut duc de Lorraine de 1303 à 1312. Il était fils du duc Ferry III et de Marguerite de Champagne.

## Biographie
Après le Concile de Lyon et en application des directives de Philippe le Bel, Thiébaud II disperse les Templiers, s'approprie leurs biens et en fait exécuter certains.
En 1298, il fit partie des combattants à Spire contre l'empereur Adolphe de Nassau, bataille où l'empereur fut tué. Son successeur est Albert Ier de Habsbourg.
En 1302, il combat pour le roi de France à Courtrai contre les Flamands, puis à Mons-en-Pévèle en 1304. Il est ensuite chargé, avec Jean II, duc de Brabant, et Amédée V, comte de Savoie, de négocier la paix avec les Flamands. Il accompagne ensuite Philippe IV le Bel à Lyon pour assister au couronnement du pape Clément V en 1305.
Clément V décide de lever un nouvel impôt, la décime, sur les ecclésiastiques, et charge le duc de Lorraine de le percevoir sur la Lorraine, mais Renaud de Bar, évêque de Metz s'y oppose, et la guerre qui s'ensuit tourne à l'avantage du duc de Lorraine.

## Mariage et enfants

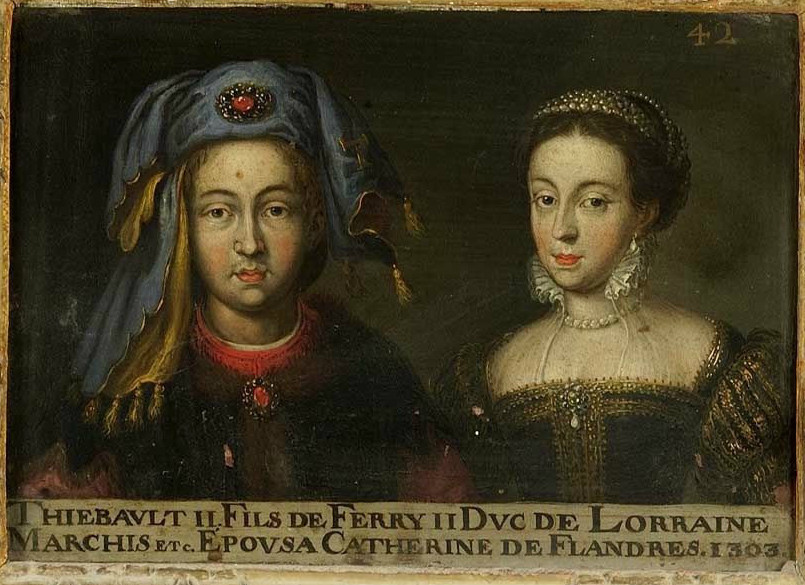
Thiébaud II et son épouse (XVIIe siècle). Le nom et l'origine de la duchesse sont erronés.

Il épousa en 1278 Isabelle (Isabeau, Elisabeth), dame de Rumigny (° 1263 † 1326), fille d'Hugues II, seigneur de Florennes (avec Pesche), de Boves près d'Amiens, et de Rumigny en Thiérache (avec Martigny et Aubenton), et de Philippine de Beveren (en 1313, Isabelle de Rumigny se remaria veuve avec le connétable Gaucher V de Châtillon-Porcien, ci-dessous), et eut :
- Ferry IV (° 1282-† 1329), duc de Lorraine ;
- Mathieu († v. 1330), seigneur de Darney, de Blainville, de Boves, de Florennes (voir des précisions à cet article) et de Pesche ; marié en 1314 sans postérité à Mathilde de Flandre ;
- Hugues († v. 1337), seigneur de Rumigny, de Martigny et d'Aubenton ; marié en 1317 sans postérité à Marguerite de Beaumetz de Bapaume ;
- Marie, mariée en 1324 à Guy de Châtillon († 1362), seigneur de (La) Fère-en-Tardenois et vicomte de Bl(a)igny, dernier fils du connétable Gaucher V : Postérité ;
- Frédéric ;
- Marguerite († 1348), mariée vers 1311 à Gui de Namur († 1311), comte de Seeland, puis en 1313 à Louis IV († 1336), comte de Looz et de Chiny ; sans postérité ;
- Isabelle († 1353), mariée à Érard de Bar († 1337) (fils de Thiébaut II de Bar), seigneur de Pierrepont : Postérité ;
- Philippine, nonne.

## Sources et bibliographie
- Thiébault II le Libéral (1303-1312) (D’après la monographie imprimée « Récits lorrains. Histoire des ducs de Lorraine et de Bar » d’Ernest Mourin Publication 1895).
- Henry Bogdan, La Lorraine des ducs, sept siècles d'histoire, Perrin, 2005 [détail des éditions] (ISBN 2-262-02113-9).